# Nova Olinda (Paraíba)
Pour les articles homonymes, voir Nova Olinda.
Nova Olinda est une ville brésilienne du sud-ouest de l'État de la Paraíba.
Sa population était estimée à 6 280 habitants en 2007. La municipalité s'étend sur 84 km2.